# Parvulastra dyscrita
Parvulastra dyscrita is een zeester uit de familie Asterinidae.
De wetenschappelijke naam van de soort werd in 1923 gepubliceerd door Hubert Lyman Clark.